# مالکیت معارض
مالکیت معارض (به انگلیسی: Adverse Possession)، که گاهی به صورت محاوره‌ای به عنوان «حقوق متصرف»‏ نیز توصیف می‌شود، یک اصل حقوقی در قانون عرفی انگلیسی–آمریکایی است که بر اساس آن یک فردی که مالکیت قانونی روی یک ملک ندارد—معمولاً زمین (ملک غیرمنقول)—بر اساس تصرف یا اشغال مستمر بدون پروانه مالک قانونی آن بر آن مالکیت قانونی می‌آبد. اگر تصرف بر اساس کرایه یا مجوز مالک قانونی انجام پذیرفته باشد، به آن مالکیت معارض گفته نمی‌شود.
به‌طور کلی، مالک این حق را دارد که از طریق اقدامات قانونی مانند «دعوای تصرف عدوانی»،  تصرف ملک خود را از متصرف غیرمجاز پس بگیرد. با این حال، در سنت قانون عرفی انگلیسی، دادگاه‌ها حکم کرده‌اند که اگر شخصی یک قطعه ملک را بدون اجازه مالک آن اشغال می‌کند و مالک از حق خود برای باز پس‌گیری ملک خود در یک مدت زمان قابل ملاحظه استفاده نمی‌کند، نه تنها مالک اصلی از استفاده حق برای استرداد منع می‌شود، بلکه یک قباله کاملاً جدید ملک به مالک معارض اعطا می‌گردد. در واقع، مالک معارض، مالک جدید ملک مذکور می‌شود. با گذشت زمان، قانون‌گذاران محدودیت‌های را در قانون وضع کرده‌اند که مشخص می‌سازد چه مدت مالکان اصلی زمان دارند تا تصرف ملک خود را از متصرفین مالکیت معارض بازپس بگیرند. در ایالات متحده، به‌طور مثال، این محدوده زمانی میان هر یک ایالات تفاوت‌های گستردهٔ داشته و از ۳ سال تا ۴۰ سال متغیر اند.
اگرچه ارکان دعوای مالکیت معارض در هر حوزه قضایی متفاوت است، شخصی که ادعای تصرف مالکیت معارض دارد معمولاً ملزم است استفاده بدون مجوز از ملک را در مدت زمان قانونی به صورت واقعی، باز و معروف، انحصاری، مالکیت معارض و مستمر، ثابت کند.
اموال شخصی، که از لحاظ عرفی به نام «دارایی منقول» یاد می‌شوند، نیز می‌توانند شامل مالکیت معارض گردند، اما با تفاوت ماهیت دارایی غیرمنقول و منقول، مقرراتی که بالای چنین ادعاها تطبیق می‌شود شدیدتر و به نفع مالک قانونی است تا متصرف مالکیت معارض. ادعاهای مالکیت معارض دارایی‌های منقول اکثراً شامل آثار هنری می‌شود.

## تاریخچه
در قانون رومی، قوانین «تصرف بلامعارض» به کسانی که تصرف کالایی را بدون قباله داشتند، به استثنای حالت غیرقانونی (دزدی یا به زور) و مالک اصلی آن بعد از یک مدت (یک یا دو سال) ظاهر نمی‌شد، اجازه می‌داد مالک قانونی آن باشند. قانون ناپلیونی که ریشه در قانون رومی و اخلاف آن داشته و به عنوان مبنای قانون در فرانسه، بلژیک، ایتالیا، لوکزامبورگ، پرتقال، اسپانیا و همچنین به‌طور جزئی توسط هلند و آلمان پذیرفته شده، مالکیت معارض را عموماً در دو مدت زمانی به رسمیت می‌شناسد: ۳۰ سال و مدت کم‌تر از آن، نظر به حسن نیت شرایط متصرف و موقعیت که این تصرف انجام شده‌است.
پارلمان انگلستان اولین قانون کلی آن کشور را در سال ۱۶۲۳ میلادی تصویب کرده و حق بازستانی مالکیت زمین را محدود ساخت. در کامن لا، اگر برخورداری از مالکیت زمین مورد منازعه می‌بود (اساساً فقط در مواردی که به‌عنوان اقدامات واقعی شناخته می‌شد)، شخص مدعی حق مالکیت اجازه نداشت ادعا کند که مالکیت زمین در زمان قبل از به سلطنت رسیدن هنری اول، به او متعلق شده‌است. قانون، تاریخ را از یک زمان به بعد قطع کرده و به تاریخ قبل از او علاقه‌مندی نداشت. هیچ الزامی به متهم برای نشان‌دادن هرگونه تصرف مالکیت معارض وجود نداشت. با گذشت زمان، تاریخ توسط قانون تغییر یافت–اول به دوره سلطنت هنری دوم و بعداً به زمان ریچارد اول. پس از آن دیگر در آن تغییری ایجاد نشد. در زمان سلطنت هنری هشتم این حقیقت که تغییراتی در زمان بازستانی مالکیت ایجاد نشد بسیار ناخوشایند شد. یک رویکرد دیگر روی دست گرفته شد که شخص مدعی مالکیت نیاز داشت تا مالکیت زمین را در یک مدت مستمر تا چندین سال (۶۰، ۵۰ یا ۳۰ بسته به نوع ادعا) قبل از تاریخ ادعا نشان دهد. قوانین بعدی در حوزه‌های قضایی قانون متعارف، مدت محدودیت را کوتاه‌تر کردند.
در قانون عرفی سنتی انگلستان، امکان بدست آوردن قباله از ملک سلطنتی از طریق مالکیت معارض وجود نداشت. این اصل توسط قاعده کلی لاتین «هیچ‌گاه زمان علیه پادشاه نمی‌چرخد» مجسم شد. در ایالات متحده، این امتیاز به فدرال و دولت‌های ایالات منتقل گردید؛ زمین دولتی در برابر تصرف مالکیت معارض معافیت پیدا کرد. زمین‌هایی که بر اساس برخی از نظام‌های «قباله تورنس» دارای قباله ثبت‌شده هستند، به‌طور مثال، زمین‌هایی که در «نظام دادگاهی زمین هاوایی» ثبت شده‌اند، نیز معافیت دارند.
در نظام قانون عرفی انگلستان و مستعمرات تاریخی آن، قانون‌گذاران محلی—مانند مجلس در انگلستان یا قانون‌گذاران ایالتی آمریکا—عموماً قوانینی را برای محدودیتِ زمانی ساخته‌اند که مالکان را از بازستانی ملک بعد از گذشت سال‌های مشخصی بازمی‌دارد.

## انگلستان و ولز
مالکیت معارض یکی از پرمنازعه‌ترین روش‌های تصرف ملک است، هرچند نقش بزرگی را در تاریخ زمین انگلستان بازی کرده‌است. از لحاظ تاریخی، اگر کسی زمینی را برای مدت طولانی در تصرف می‌داشت، اینگونه تصور می‌شد که این موضوع به خودی خود داشتن یک قباله خوب را توجیه می‌کند. به این معنی بود که با وجودی که زمین انگلستان به‌طور مستدام توسط جناح‌ها، اربابان یا بارون‌ها در قرون وسطی تسخیر، غارت و دزدیده می‌شد، کسانی که می‌توانستند زمین را برای مدت طولانی در تصرف داشته‌اند، قباله آن‌ها مورد سؤال واقع نمی‌شد.
کارکرد مدرن‌تر این بوده که زمینی را که مالکش استفاده نکرده یا نادیده می‌گرفت، ممکن بود جزو ملک شخص که به‌صورت ممتد از آن استفاده کرده‌است، ساخته شود. تصرف در انگلستان، مخصوصاً در دوره‌های رکود اقتصادی، راهی برای استفاده مؤثر از زمین بود. قبل از «مصوبه ثبت زمین ۲۰۰۲»،  اگر شخصی زمینی را برای ۱۲ سال در تصرف می‌داشت، بر اساس کامن لا، حق مالک قبلی برای استرداد «مالکیت معارض» منقضی می‌شد. توجیه رایج قانونی این بود که بر اساس «مصوبه محدودیت ۱۶۲۳»،  درست مانند این‌که علت دعوی در یک قرارداد یا جرم باید در یک محدوده زمانی صورت گیرد، دعوای استرداد زمین نیز چنین است. این امر باعث پایان دعوا و قاطعیت ادعاها می‌گردید. زمان از هنگامی حساب می‌شود که شخصی تصرف انحصاری زمین، یا بخشی از آن را گرفته و بخواهد آن را به شکل مالکیت معارض متصرف شود. با در نظر داشتن الزامات کامن لا در مورد «تصرف»، ملک توسط «مالکیت معارض»، بعد از ۱۲ سال مالک آن دیگر نمی‌تواند ادعای مالکیت کند. برای محدود سازی مدت زمان مالکیت معارض در زمین‌های ثبت نشده و ثبت شده، مقررات مختلفی وجود دارد. با این حال، در قانون ثبت زمین ۲۰۰۲، مالکیت معارض زمین ثبت شده سخت‌تر شده‌است.